# Издревая (Барышевский сельсовет)
Издревая — станция в Новосибирском районе Новосибирской области России. Входит в состав Барышевского сельсовета.

## География
Площадь станции — 15 гектаров.

## Население
| 2002 | 2007 | 2010 |
| ---- | ---- | ---- |
| 681  | ↗762 | ↘697 |

## Инфраструктура
На станции по данным на 2007 год функционируют 1 учреждение здравоохранения и 1 учреждение образования.